# Pipe Dream (musical)
Pipe Dream is de zevende musical van Richard Rodgers en Oscar Hammerstein II. Het stuk is gebaseerd op de roman Sweet Thursday van John Steinbeck. De première vond plaats op Broadway op 30 november 1955. Alhoewel Pipe Dream geen regelrechte flop was, werd het toch een financiële ramp voor Rodgers en Hammerstein.

## Verhaal
Na de Tweede Wereldoorlog keert Doc, een mariene bioloog, terug naar Cannery Row in Monterey (Californië) en ziet dat de buurt bijna verlaten is en dat veel van zijn kleurrijke vrienden verdwenen zijn. Zelfs zijn goede vriendin Dora, de uitbaatster van het Bear Flag Restaurant, een bordeel, is overleden en haar zus Fauna heeft haar plaats als bordeelhoudster ingenomen. Fauna, een voormalig maatschappelijk werkster, probeert de meisjes hun zelfvertrouwen op te krikken in de hoop dat ze met rijke mannen zullen trouwen. Docs vrienden Mack (Mac in Pipe Dream) en Hazel zijn er nog steeds. Ze proberen hem te koppelen aan Suzy, een prostituee die net in Monterey is aangekomen. De twee hebben een korte romance, ondanks het feit dat ze weinig gemeenschappelijk hebben. Suzy verlaat uiteindelijk het bordeel en vindt een nieuwe baan en onderkomen. Ze besluit dat ze niet bij Doc kan blijven, maar vertelt haar vrienden dat ze wel voor hem zou zorgen als hij ziek zou worden. Daarop breekt de behulpzame Hazel zijn arm tijdens zijn slaap, waardoor de twee geliefden weer bij elkaar komen. Aan het einde gaan Doc en Suzy, met haar herwonnen gevoel van eigenwaarde, naar La Jolla om samen biologische stalen te verzamelen.

## Geschiedenis

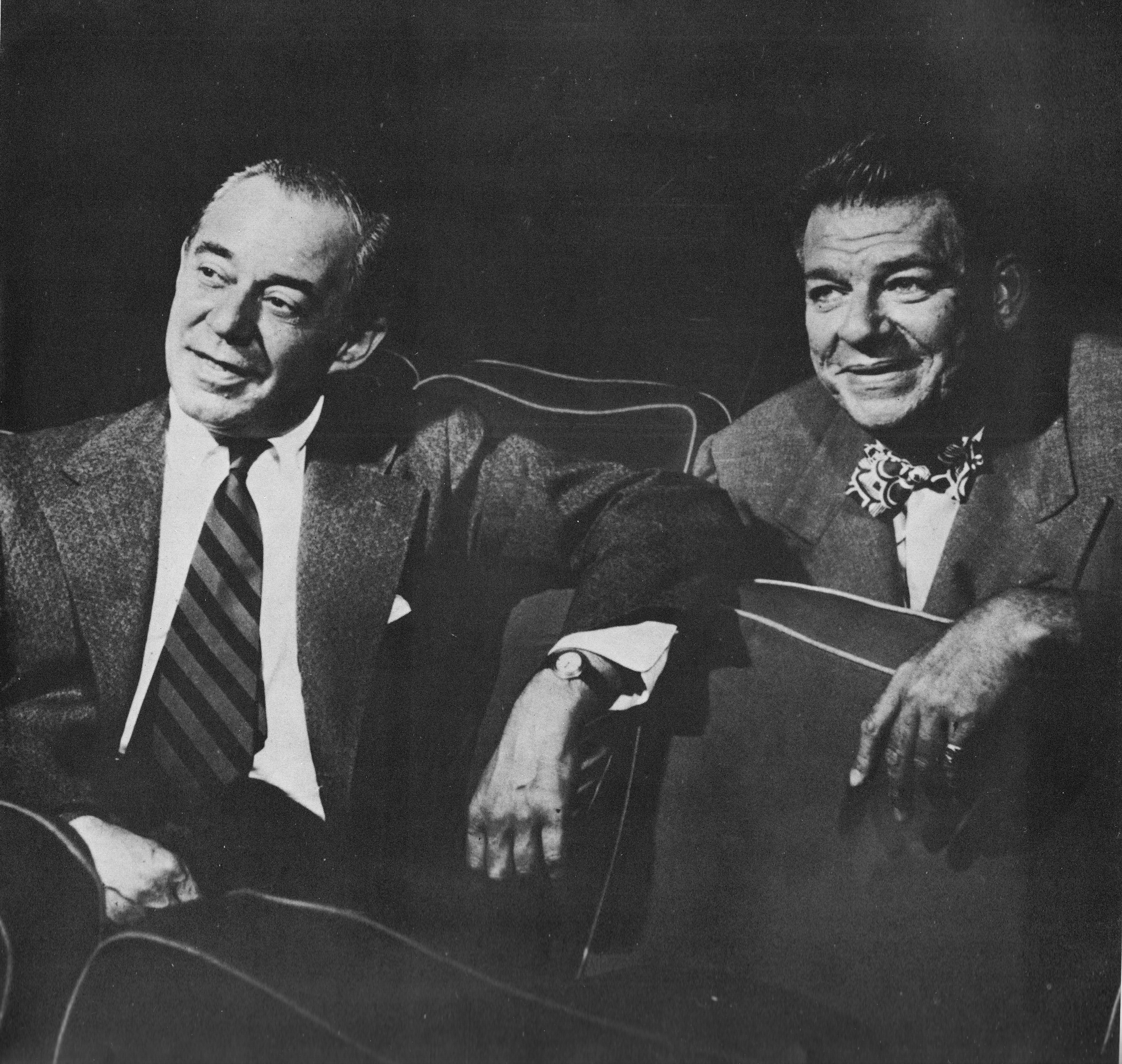
Rodgers (links) en Hammerstein (rechts)

Broadway-producenten Cy Feuer en Ernie Martin hadden de rechten op Sweet Thursday en wilden dat Frank Loesser er een musical over zou componeren. Toen Loesser niet beschikbaar bleek, slaagden Feuer en Martin erin de interesse van Rodgers en Hammerstein te wekken voor het project.
Toen Hammerstein Sweet Thursday bewerkte, maakten hij en Rodgers zich zorgen over het opvoeren van een prostituee als vrouwelijke hoofdrol. Ze zagen het ook niet zitten om een deel van de musical in een bordeel te laten plaatsvinden. Naarmate de show vorderde tijdens de audities, paste Hammerstein deze herhaaldelijk aan, waarbij Suzy's beroep en de aard van Fauna's etablissement werden verhuld. Steinbeck was aanvankelijk niet te spreken over deze aanpassingen, maar verklaarde later dat hij accepteerde dat Rodgers en Hammerstein uiteindelijk verantwoordelijk waren voor de show en het recht hadden om wijzigingen aan te brengen.
Pipe Dream kreeg negatieve recensies en werd snel stopgezet nadat de voorverkoop was afgelopen. De show had geen nationale tournee of Londense productie en is sindsdien zelden opgevoerd. Er is ook nooit een filmversie van de show gemaakt.

## Productie
Pipe Dream ging op 30 november 1955 in première op Broadway in het Shubert Theatre, met operazangeres Helen Traubel als Fauna, William Johnson als Doc, Judy Tyler als Suzy, George D. Wallace als Mac en Mike Kellin als Hazel. De show kende tot dan toe de grootste voorverkoop in de geschiedenis van Broadway.
Rodgers en Hammerstein hadden nooit groepsaankopen voor hun shows toegestaan, maar voor Pipe Dream trokken ze dit verbod in. De voorverkochte groepsaankopen hielpen de show gaande te houden, aangezien er na de openingsavond weinig tickets verkocht raakten vanwege de slechte recensies. In maart 1956, in een laatste poging om de show te redden, herwerkten Rodgers en Hammerstein de show enigszins door verschillende musicalnummers te verplaatsen. Traubel miste een aantal optredens vanwege ziekte en vertrok toen haar contract afliep, een paar weken voordat de show in juni 1956 werd stopgezet. Ze werd vervangen door Nancy Andrews. Traubel's understudy, Ruth Kobart, speelde 42 van de 245 opvoeringen.

## Prijzen en nominaties
Pipe Dream werd genomineerd voor negen Tony Awards. De prijs voor "beste musical" ging echter naar de enige andere genomineerde, Damn Yankees. Alleen Alvin Colt sleepte een prijs in de wacht voor "beste kostuumontwerp".

## Trivia
Johnson stierf aan een hartaanval binnen een jaar na de sluiting van Pipe Dream, Tyler stierf in dezelfde periode bij een auto-ongeluk. Deze tragedies overtuigden Traubel ervan dat er een vloek op Pipe Dream rustte en ze begon geluksbrengers mee te nemen als ze optrad.